# Früherer Neunjähriger Krieg
Der Frühere Neunjährige Krieg (auch Zenkunen-Krieg, jap. 前九年の役 Zenkunen no Eki) war eine militärische Auseinandersetzung der Heian-Periode in Japans Provinz Mutsu am nördlichen Ende der Hauptinsel Honshu von 1051 bis 1063. Im Kern ging es, wie in vielen Konflikten dieser Zeit wie dem Gosannen-Krieg und Genpei-Krieg, um Machtkämpfe zwischen Klans der Samurai.
Die meisten der japanischen Provinzen wurden von einem Gouverneur beaufsichtigt, hingegen war in Mutsu (in der heutigen Region Tohoku) ein militärischer General beauftragt worden, die eingeborenen Stämme der Emishi unter Kontrolle zu bringen, die von den Japanern im neunten Jahrhundert in dieser Region unterjocht wurden. Dieser Generalsposten wurde historisch immer durch ein Mitglied des Abe-Klans besetzt und es gab zwischen diesem und dem Gouverneur viele Konflikte über die administrative Kontrolle der Provinz.
Im Jahr 1050 war der designierte General, der die Emishi beaufsichtigte, Abe no Yoritoki. Dieser trieb Steuern ein und beschlagnahmte Besitztümer auf eigene Faust und schenkte den Wünschen des Provinzgouverneurs kaum jemals Beachtung. Der Gouverneur bat die Hauptstadt in Kyoto um Hilfe, was zur Folge hatte, dass Minamoto no Yoriyoshi sowohl als Gouverneur als auch als Kommandant über die Eingeborenen berufen wurde. Auf die Unternehmung, Abe aufzuhalten, brachte dieser seinen 15-jährigen Sohn Minamoto no Yoshiie mit.
Die Kämpfe dauerten zwölf Jahre an, davon etwa drei Jahre zeitweiliger Waffenstillstände und instabilen Friedens. Es gab viele stürmische Geplänkel aber nur wenige größere Schlachten bis zur Schlacht von Kawasaki im Jahr 1057. Abe no Yoritoki war bereits kurz zuvor getötet worden und die Minamoto bekämpften nun seinen Sohn, Abe no Sadato, der sie bei Kawasaki besiegte und durch einen Schneesturm hindurch verfolgte.
Die Truppen der kaiserlichen Regierung, die von den Minamoto angeführt wurden, hatten durch das harsche Klima und das Terrain für einige Zeit zu kämpfen, konnten sich jedoch schließlich neu formieren, nicht zuletzt durch neue Truppen des Gouverneurs der Provinz Dewa, eines Mitgliedes des Kiyohara-Klans. Im Jahr 1062 führte Minamoto no Yoriyoshi mit seinem Sohn den Angriff auf die Festung der Abe bei der Belagerung von Kuriyagawa an. Dabei wurden die Wasserversorgung umgeleitet, die Erdwälle und Einfriedungen gestürmt und die Festung in Brand gesteckt. Nach zwei Tagen des Kampfes ergab sich Sadato.
Minamoto no Yoshiie wird daher auch als Begründer des kriegerischen Vermächtnisses des Minamoto-Klans betrachtet und wurde in späterer Zeit als ein besonders mächtiger Ahnengeist (Kami) des Klans verehrt. Als Kami und Legende wird er oft als Hachimantarō („Kind des Hachiman“, des Kriegsgottes) betitelt.
Ein berühmtes Renga des Kokon Chomonjū wurde zwischen Sadato und Yoshiie gewechselt, als Sadato gezwungen war, aus seiner Festung am Fluss Koromo zu fliehen. Yoshiie sagte, Koromo no tate wa hokorobinikeri (衣のたてはほころびにけり ‚Der Kettfaden der Robe hat sich gelöst‘ d. h. ‚der Schutz der Burg Koromo wurde zerstört‘), worauf Sadato antwortete, toshi o heshi ito no midare no kurushisa ni (年をへし糸のみだれのくるしさに ‚über die Jahre hatten sich deren Fäden verworren und dies schmerzt mich‘).